# Gnophos nigrescens
Gnophos nigrescens är en fjärilsart som beskrevs av Hans-Joachim Hannemann 1912. Gnophos nigrescens ingår i släktet Gnophos och familjen mätare. Inga underarter finns listade i Catalogue of Life.